# Château de Cousserans
Le château de Cousserans est un château situé à Bélaye, dans le département du Lot, en France.

## Localisation
Le château est situé dans la partie sud de la commune de Bélaye, dans le hameau de Cousserans.

## Historique
Le lieu de « Cossaran » apparaît dans un acte de 1284, mais sans indication s'il y avait un repaire. Il faisait alors partie du domaine de la châtellenie épiscopale de Bélaye. Les chevaliers devant assurer la garde de Bélaye, les milites castri, possédaient une maison au siège de la châtellenie et des maisons-fortes ou repaires sur des terres qui leur étaient attribuées.
Pour Jean Lartigaut, il est probable que les Grézels, chevaliers de Bélaye, auxquels la terre appartenait y aient construit une maison forte à la fin du XIIIe siècle.
Une fille de la famille de Grézels se marie vers 1389 avec Raymond-Arnaud del Castanhié, seigneur de Hautcastel.
Après la fin de la guerre de Cent Ans, en 1472, pour des problèmes financiers, le seigneur de Hautcastel vend à Pons Del Bosc, issu d'une riche famille de marchands de Montcuq, chanoine de la cathédrale de Cahors, « une tour ruinée dite de Cousserans » avec des dépendances. En 1479, la vente devient définitive. Le nouveau propriétaire a mis à bas l'ancien repaire et entrepris de construire le château entre ces deux dates.
La construction du nouveau château est achevée avant 1504, quand Antoine Delbosc, seigneur de Cousserans, dénombre au roi et qu'il y habite.
Par la suite le château va appartenir à différentes familles : les Del Sorbié, les Durfort, vers 1635, puis, en 1695 les du Mas de Paysac par mariage, et les Gard de Cahors qui achètent Cousserans en 1732. Le nouveau propriétaire est conseiller du roi, son avocat et procureur au Sénéchal et Présidial de Cahors.
Au XIXe siècle, le château devient la propriété de la famille Lacoste de Fontenilles par mariage. Puis rapidement le château a appartenu aux Roussy. Le dernier descendant est baron de Roussy. Le château a fait l'objet d'importants travaux de restauration en 1878 pour augmenter le confort intérieur.
En 1955, le château est acheté par M. et Mme Déjean, puis en 1980, par Francesca et Georges Mougin.
Le château de Cousserans est inscrit au titre des monuments historiques le 16 mai 1974.

## Description
Le château reprend le plan des châteaux d'Auvergne. Un corps principal de cinq niveaux, rectangulaire de 20 m par 10 m, arrondi aux angles, avec un couronnement de mâchicoulis. Il est flanqué au centre de la façade nord, d'une tour escalier, et, au sud, d'une aile courte de trois niveaux.
Sur deux étages du corps principal, de grandes salles avec des plafonds à la française. Sur l'aile sud, la salle voûtée d'ogives est parfois assimilée à une chapelle ou un cabinet.